# 피코사이아닌

피코사이아노빌린

피코사이아닌(영어: phycocyanin)은 알로피코사이아닌 및 피코에리트린과 함께 광수집 피코빌리단백질 패밀리의 색소 단백질 복합체이다. 피코시아닌이라고도 한다. 피코사이아닌은 광합성에서 보조 색소이다. 모든 피코빌리단백질은 수용성이기 때문에 카로티노이드처럼 막 내에 존재할 수 없다. 대신 피코빌리단백질은 응집되어 피코빌리솜이라고 불리는 막에 부착되는 클러스터를 형성한다. 피코사이아닌은 특징적인 연한 파란색으로 특히 620 nm 근처의 주황색광 및 적색광을 흡수하고(특정 유형에 따라 다름), 약 650 nm에서 형광을 방출한다(이 또한 유형에 따라 다름).

## 같이 보기
- 피코에리트린
- 보조 색소

## 더 읽을거리
- Barsanti L (2008). 〈Oddities and Curiosities in the Algal World〉.   Evangelista V, Barsanti L, Frassanito AM, Passarelli V, Gualtieri P. 《Algal Toxins: Nature, Occurrence, Effect and Detection.》. NATO Science for Peace and Security Series A: Chemistry and Biology. Dordrecht: Springer. 353–391쪽. doi:10.1007/978-1-4020-8480-5_17. ISBN 978-1-4020-8479-9.